# Paraná (1873)
La cañonera o bombardera Paraná fue un buque de guerra de la Armada Argentina, parte de la llamada Escuadra Sarmiento.

## Historia
En 1872 la Ley de Armamento Naval asignó fondos para levantar una escuadra fluvial moderna. De acuerdo a sus términos, el estado argentino encargó a la empresa Laird Brothers la construcción en sus astilleros Cammell Laird, de Birkenhead, Inglaterra, de dos cañoneras por un valor de 32.000 libras. Las naves a incorporar tendrían por nombre Paraná y Uruguay.
Con 46.36 m de eslora, 7.63 de manga, 5.40 de puntal y un calado medio de 3,5 m, desplazaba 550 t. Montaba inicialmente 4 cañones Vavasseur de 7 sobre cureñas de hierro, uno delante y otro detrás de la chimenea y otro por cada banda. Eran buques de propulsión mixta. Contaban con una máquina de vapor (sistema Compound) de 475 HP que impulsaba una hélice tipo Bevis, pudiendo mantener una velocidad crucero de 10 nudos.
Finalizado su alistamiento zarpó del puerto de Birkenhead en el mes de abril de 1874 con tripulación mercante británica y al mando del capitán inglés Thomas Jones. Tras hacer escala en Lisboa y Río de Janeiro, arribó al puerto de la ciudad de Buenos Aires a fines de abril y el 2 de mayo se incorporaba a la escuadra al mando del sargento mayor Ceferino Ramírez.
Al estallar la revolución de 1874 su tripulación encabezada por Erasmo Obligado apoyó el movimiento mitrista y detuvo a Ceferino Ramírez y algunos oficiales leales (Valentín Feilberg y Juan N. Montero). La escuadrilla rebelde perdió a manos del gobierno a la Uruguay pero incorporó tras capturarlo al buque de bandera uruguaya Montevideo, rebautizado General Rivas. 
Fracasado el movimiento y perseguido por una división integrada por el vapor General Brown, la cañonera Uruguay, los transportes Roseti y Pavón y el auxiliar Puerto de Buenos Aires, Obligado rindió la nave en Maldonado, Uruguay, la que fue reintegrada al gobierno argentino al mando del capitán José Maimo a fines de noviembre.
Tras breves mandos de Constantino Jorge y Mariano Cordero permaneció al mando del capitán Augusto Lasserre, efectuando viajes a Bahía Blanca, Montevideo, Rosario (1875), Chaco y Asunción del Paraguay (1876).
A fines de 1877 zarpó rumbo a la Patagonia austral para colaborar en la búsqueda de los chilenos sublevados en Punta Arenas durante el llamado Motín de los artilleros de 1877. El 12 de enero encontró en la desembocadura del río Deseado a 33 prófugos que fueron desarmados y llevados prisioneros a Santa Cruz, donde el 16 de enero fueron capturados otros 11 amotinados. Tras transportar a Buenos Aires a los prisioneros, con algunas mujeres y niños, recorrió las aguas del río Paraná hasta finalizar el año.
En 1879 integró la llamada Expedición Py, que al mando del comodoro Luis Py sostuvo los derechos argentinos en el área del río Santa Cruz. De regreso a Buenos Aires pasó a reparaciones y se montaron cañones Armstrong en reemplazo de la artillería original. 
En 1880, tras acompañar al transporte Villarino en la repatriación de los restos mortales del general José de San Martín, fue destinado al territorio de Chubut para transportar colonos al Golfo Nuevo y San Matías y apoyar los asentamientos efectuando perforaciones en busca de agua potable. Tras seguir al canal del Beagle y la Isla de los Estados e instalar un faro en Puerto San Juan de Salvamento, regresó a Buenos Aires.
Durante 1881 efectuó una nueva campaña en la costa atlántica durante la cual hizo arriar el pabellón francés en una colonia instalada en la Isla Leones. De regreso, pasó a Montevideo para repatriar los restos del general Juan José Viamonte.
En 1882 efectuó una nueva travesía en la Patagonia y una misión en aguas de Río de Janeiro, donde recibió a bordo al Emperador Pedro II de Brasil y a su familia. 
En 1884 encabezó la División Expedicionaria al Atlántico Sur, compuesta de la goleta Cabo de Hornos, el Villarino, el aviso Comodoro Py y los cúteres Patagones y Santa Cruz, enviada por el presidente Julio Argentino Roca para tomar efectiva posesión de los territorios australes en los términos del tratado firmado el 23 de junio de 1881 con la República de Chile.
Bajo el mando de Lasserre, la división se concentró en el mes de abril en el puerto de San Juan del Salvamento donde se levantó una subprefectura y un nuevo faro, efectuando trabajos de relevamiento hidrográfico. En septiembre partió a Tierra del Fuego, llegando el 28 a Ushuaia, donde ondeaba el pabellón británico en la misión protestante de la "South American Missionary Society". El 12 de octubre de 1884 fue izada la bandera argentina en las instalaciones de la nueva subprefectura saludada por una salva de 21 cañonazos. A fines de octubre la Paraná siguió con el Comodoro Py a Punta Arenas para una visita de cortesía y regresó a Buenos Aires incorporándose a la escuadra en evoluciones.
En 1885 asumió el mando el capitán Lázaro Iturrieta mientras el buque permaneció en reparaciones en los talleres de río Lujan y en el dique de San Fernando (Buenos Aires). Durante 1886 operó en el río Uruguay, efectuó maniobras y prácticas de tiro en aguas próximas a Montevideo y Maldonado y escoltó buques de bandera argentina con motivo de la revolución que sacudió al Uruguay.
Durante 1887 (al mando de Iturrieta) y hasta 1890 (Antonio E. Pérez), actuó en el río Paraná, Bahía Blanca y Río de la Plata. Ese año asumió el mando el teniente de navío Darío Sarachaga, integrándose a la 2° División de la escuadra y actuando como buque cuarentenario frente a la isla Martín García.
Entre 1891 y 1893 estuvo bajo el mando sucesivo de Sarachaga, Augusto Sarmiento y Luis A.Lan, permaneciendo en situación de desarme para luego actuar como buque madre de las torpederas destacadas en el apostadero de La Plata hasta 1894 en que pasó a río Lujan para tareas de reparación y modernización, incluido el reemplazo de las calderas.
Durante 1895 permaneció al servicio de la Comisaría de Marina transportando tropas bajo el mando del teniente de navío Félix Dufourq. 
Tras un nuevo viaje al Atlántico Sur, a fines de 1896 fue destacado en aguas del río Uruguay a los efectos de salvaguardar la neutralidad argentina durante la revolución del partido Blanco (Uruguay). 
Durante 1897 y 1898 al mando del teniente Horrendo Thwaites actuó en aguas del río Paraná, del Uruguay y de la patagonia como transporte al servicio de la Intendencia. Durante el siguiente año operó como transporte y en tareas de balizamiento en Bahía San Blas al mando del teniente de navío Zoilo Romero. 
En 1900 la Armada Argentina adquirió una nueva cañonera que recibió el nombre Paraná, por lo que el antiguo vapor de la Escuadra Sarmiento fue convertido en el Arsenal de Dársena Norte en el transporte Piedrabuena, que pasaría a operar con mando y tripulación civil.

### TransportePiedrabuena
En 1902 el Piedrabuena fue enviado como estacionario a Ushuaia en reemplazo del ARA Golondrina. El diario La Nación en nota del 7 de junio decía que si bien el vapor era viejo "aún está muy utilizable, porque el casco se conserva fuerte y las máquinas en regular estado. Pues bien, a fuerza de mal trato y poco cuidado han hecho de él una ruina flotante, se le sacaron refuerzos vitales a título de despejar bodegas, se echó abajo la cámara de oficiales para agrandar otros departamentos, no se pinta, ni se reconoce los tubos de la maquinaria, ni siquiera se le lava, porque en los depósitos de a bordo no hay elementos para hacerlo, más aún, escasean las mismas materias grasas que necesita la máquina. Últimamente el Ministerio del Interior tuvo que darle anclas porque hasta eso le faltaba. A bordo hay un guarda máquina de la escuadra, que no puede hacer otra cosa que ver y lamentar cómo se está destruyendo todo el material. Y como si esto no bastara la fama del barco en los puertos argentinos y chilenos es desastrosa. En Punta Arenas se llamaba "buque pirata" porque es público y notorio que no paga sus deudas y ha estado, más de una vez a punto de ser embargado".
Pese a su estado, permaneció al servicio del territorio efectuando tareas de balizamiento, abastecimiento, transporte de detenidos al presidio, y de pasajeros. En 1907 sufrió un naufragio en Brenock pudiendo ser reflotado y reparado. En 1908 naufragó nuevamente a dos millas de Punta Loyola siendo auxiliado por el crucero ARA Patria. Nuevamente reflotado volvió al servicio como estacionario hasta ser reemplazado en esa función en 1919 por el pontón Ona, pese a lo cual continuó operando en el territorio al servicio de la gobernación.
El 26 de abril de 1921 transportaba provisiones a la misión salesiana Nuestra Señora de la Candelaria, 11 km al norte de Río Grande y a poca distancia del cabo Santo Domingo, cuando ante el mal tiempo el capitán de navío Máximo Kock decidió suspender las tareas de atraque y zarpar hacia Río Gallegos, pero el viejo buque chocó contra una roca en la zona de la caleta, quedando varado a unos cien metros de la costa. La tripulación, alrededor de 70 hombres encabezados por Kock y su segundo el teniente de fragata Pablo Astorga, y el escaso pasaje consiguieron evacuar la nave y refugiarse en la misión.
El día 28 de abril un padre de la misión relataba que "el barco se está deshaciendo lastimosamente flotando por la playa algo de todo, cargas, equipaje, restos del buque".
Para cuando arribó el MacKinlay con un buzo (un presidiario) el buque era ya insalvable. No obstante, la tripulación que permanecía acampada en tierras de la misión y los buzos que con el vapor Ona se habían sumado a la tarea continuaron con el rescate de la carga que se prolongó un mes más.
En la investigación que siguió el hermano salesiano Juan Asvini testimonió que en un balizamiento realizado por el transporte Vicente Fidel López no se había detectado la roca, ubicada en el centro de la caleta, con lo que Kock resultó absuelto.
En el patio de la escuela de la misión se conserva la viga de uno de los mástiles del Piedrabuena, cuyos restos aún son visibles con marea baja. El Museo Monseñor Fagnano de la Misión de la Candelaria guarda restos del barco hundido.